# Station Kornatowo
Station Kornatowo is een spoorwegstation in de Poolse plaats Kornatowo.